# 전북지방조달청
전북지방조달청(全北地方調達廳, Jeonbuk Regional Public Procurement Service)은 전북특별자치도의 정부가 행하는 물자(군수품 제외)의 구매·공급 및 관리에 관한 사무와 정부의 주요 시설 공사 계약에 관한 사무를 관장하는 대한민국 조달청의 소속기관이다. 1998년 2월 28일 발족하였으며, 전북특별자치도 전주시 덕진구 백제대로 709에 위치하고 있다. 청장은 서기관 또는 기술서기관으로 보한다.

## 직무
- 관할구역내 수요기관이 구매요청하는 물자중 조달청장이 지정하는 내자 물품·용역 계약체결 및 관리와 그에 부수되는 업무
- 조달물자 검사
- 물가조사업무
- 관할구역내 수요기관이 요청하는 시설공사중 조달청장이 지정하는 시설공사 계약체결 및 관리와 그에 부수되는 업무
- 비축물자의 비축 및 방출과 그에 부수되는 업무
- 조달물자의 검수·하역·보관·수송 및 사고처리에 관한 사항
- 관할구역 내 국유재산 관리실태의 확인·점검 등 국유재산 관리사무

## 연혁
- 1959년 9월 9일: 외자청 소속으로 외자청군산·전주사무소 설치.[2]
- 1961년 10월 2일: 조달청 소속 조달청 군산사무소로 통합.[3]
- 1975년 7월 5일: 조달청 전주사무소로 개편.[4]
- 1979년 10월 1일: 청사 신축 이전.
- 1980년 5월 29일: 조달청 전북지청으로 개편. 소속기관으로 군산출장소 설치.[5]
- 1984년 3월 16일: 군산출장소 폐지.[6]
- 1998년 2월 28일: 전북지방조달청으로 개편.[7]

## 관할구역
- 전북특별자치도

## 조직

### 청장
- 경영관리과[8]
- 물자구매과[8]